# Џош Луси
Џош Луси (енгл. Josh Lewsey; 30. новембар 1976) бивши је енглески рагбиста, који је са Енглеском освојио титулу шампиона света, а са тимом Воспс титулу клупског првака Европе.

## Биографија
Висок 180 цм, тежак 87 кг, Луси је повремено играо крило или центра, али најчешће аријера, одлично је обарао и био је агресиван у одбрани. У каријери је играо за Бристол РФК и Воспс. Са пчелама је освајао титулу првака Енглеске и Европе и европски челинџ куп. Одиграо је за пчеле 186 утакмица и постигао 51 есеј. За енглеску репрезентацију одиграо је 55 тест мечева и постигао 22 есеја. Био је део златне генерације "црвених ружа" која је освојила гренд слем у купу шест нација ( перфектан скор 5-0-0, која је везала рекордних 9 мечева без пораза против велике тројке са јужне хемисфере ( Рагби јунион репрезентација Аустралије, Рагби јунион репрезентација Новог Зеланда, Рагби јунион репрезентација Јужноафричке Републике ) и која је освојила 2003. титулу шампиона света.